# Tu la love
Tu la love è un singolo del rapper francese Jul, pubblicato il 21 settembre 2022.

## Formazione
- Jul – voce
- DR. – produzione

## Classifiche
| Classifica (2014) | Posizione massima |
| ----------------- | ----------------- |
| Francia           | 39                |